# 石龍東莞戰鬥
石龍東莞戰鬥發生於1925年2月4日，地點則是在中國廣東。是北洋政府時期內戰戰鬥之一，也是國民革命軍東征戰役之一，交戰兩方為粵二師王若周旅及袁嘏九軍隊。